# Xã Freeborn, Quận Dunklin, Missouri
Xã Freeborn (tiếng Anh: Freeborn Township) là một xã thuộc quận Dunklin, tiểu bang Missouri, Hoa Kỳ. Năm 2010, dân số của xã này là 1.775 người.